# 溫哥華白浪足球會
溫哥華白浪足球會（英語：Vancouver Whitecaps FC）是一支位於加拿大卑詩省溫哥華的職業足球會，2011年開始在美國職業足球大聯盟（MLS）作賽，成為該聯盟第二支加拿大球隊。這是第三支以「溫哥華白浪」名義作賽的球隊；第一代白浪隊從1974年至1984年在北美足球聯賽作賽，而第二代白浪隊則於1986年至2010年間先後在加拿大足球聯賽、聯合足球聯賽甲組和美國足協乙組聯賽作賽（1986年至2001年間名為「溫哥華86人」）。

## 男子隊

### 歷史

#### 舊北美聯賽時期
第一支叫做「溫哥華白浪」的球隊成立於1973年12月11日。最初的投資者包括：哈羅德·卡珀齊（後來成為總裁）、德尼·維奇（後來成為總教練）、活活百貨公司的創辦人查爾斯·A·伍德沃德、律師查克·韋爾斯、卑詩軸承工程公司總裁溫迪·麥克唐納德、以及查理·布朗牛扒餐廳的東主派崔克·麥克利里同哈利·莫爾。
根據溫哥華白浪的官方解釋，「Whitecaps」這個名字是德尼·維奇想出來的：在一個天晴的下午，德尼·維奇開車通過獅門橋的時候，看見橋下的白浪，又看見遠方山頂白色的雪，就像是山峰戴了白色的帽子，於是就想到了「Whitecaps」這個名字——英文「whitecaps」一個詞的時候指「白色的浪花」，拆成兩個詞「white caps」的時候指「白色的帽子」）。
1974年，溫哥華白浪開始在北美足球聯賽作賽。1979年，經過幾年的磨練之後，溫哥華白浪贏得了球會歷史上的第一座聯賽冠軍獎盃「足球碗」——先是爆冷擊敗當時公認的奪冠大熱門紐約宇宙，然後在紐約擊敗另一支強隊譚帕灣狂人。這個時代的溫哥華白浪同時也培育出了許多當時街知巷聞的明星，包括西爾瓦諾·雷納爾杜齊、萊斯利·帕爾森斯同格倫·約翰遜等等，其中不少更加入選加拿大國家隊。經歷過季後賽洗禮的溫哥華，對足球的熱情驟然飆升。每當溫哥華白浪主場作賽的時候，帝國大球場幾乎總是一票難求，更經常出現滿座的現象。

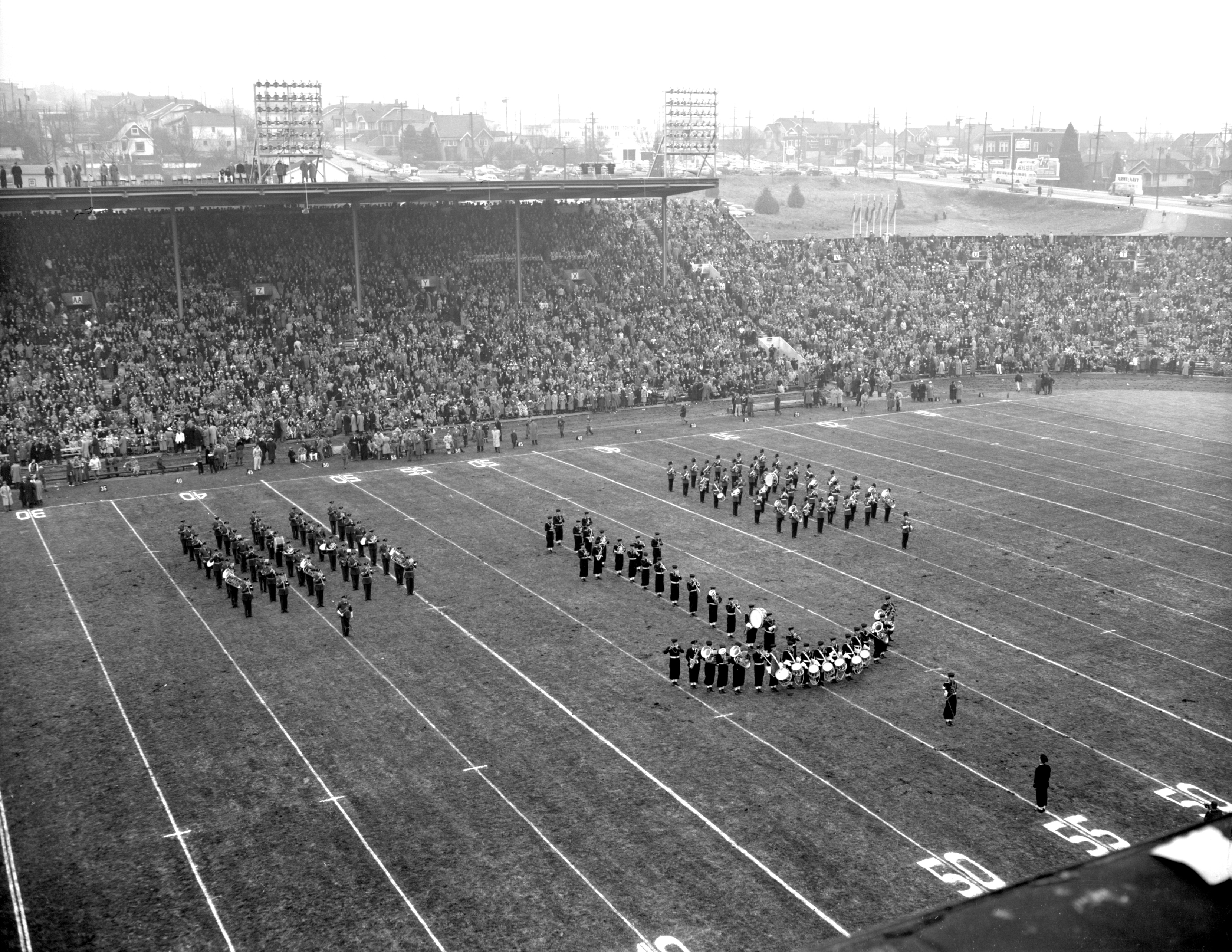
溫哥華白浪嘅第一座主場——溫哥華帝國大球場。

1983年，在帝國大球場打了9年足球以後，溫哥華白浪選擇了更新，而且容量更大的卑詩大球場作為新的主場。1983年6月20日，溫哥華白浪在主場迎戰同區死敵西雅圖海灣人的比賽，入場人數高達60342人，創下了加拿大歷史上觀戰人數最多的足球賽這項紀錄。這項紀錄直到2012年才被蒙特利爾衝擊打破。不幸的是，北美足球聯賽在1984賽季之後終止運作，溫哥華白浪也被迫解散。

#### 加足聯時期

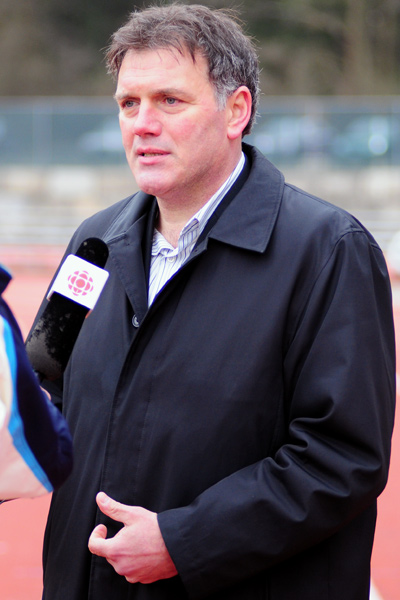
羅伯特·雷納爾杜齊帶領溫哥華86人創造了球隊歷史上最長的不敗紀錄。

1985年11月，由社區組建的「西海岸足球社」開始在溫哥華組建一支新球隊。新球隊的名字叫「溫哥華86人」，用這個名字的原因有三個：
1. 1986年是加拿大男足國家隊第一次殺入世界杯；
2. 1886年是溫哥華建城的年份；
3. 最初出錢籌辦球隊的人一共有86位。

86人的股東多次嘗試將「白浪」這個名字買來給新球隊使用，但係每次「白浪」的擁有人都不是沒興趣做買賣，就是坐地起價。雖然如此，但是許多原來效力溫哥華白浪的人，包括球員和教練，都紛紛轉投溫哥華86人，其中出名的包括安東尼·維特斯（股東）、萊斯利·帕爾森斯（總經理）、羅伯特·雷納爾杜齊（教練）、卡爾·瓦倫泰因、小詹姆斯·伊斯頓、大衛·諾曼等等。
1987年，溫哥華86人加入加拿大足球聯賽，第一場比賽迎戰愛民頓磚人。從1988年開始，溫哥華86人連續四個賽季奪得加足聯總冠軍，連續五個賽季常規賽排名第一，成為全加拿大最強的足球隊。從1988-1989賽季開始，在1988年6月客場以3-1輸給北約克火箭之後，由羅伯特·雷納爾杜齊執教的溫哥華86人更加創下了球會歷史上最長的46場不敗紀錄，直到1989年8月客場被愛民頓磚人以2-1擊敗。2004年，這支創紀錄嘅球隊進入了卑詩體育名人堂。1990年，溫哥華86人在本拿比的主場以3-2擊敗前來踢館的馬里蘭海灣，第一次奪得北美球會冠軍杯。
不幸的是，由於積累已久的財政困難越來越嚴重，加足聯在1992賽季之後被迫終止運作，溫哥華86人也沒辦法獨善其身，被迫退出當年的中北美洲及加勒比海聯賽冠軍杯。

#### 美職聯/聯合足球聯賽系統時期
加足聯被迫終止運作後，溫哥華再一次面臨沒聯賽打的危機。1992年10月6日，溫哥華86人宣佈轉投當時正在爭取成為美國足總甲級聯賽的美國職業足球聯賽。但是由於美國足總決定從零開始建立一個足球大聯盟，美國職業足球聯賽最後還是沒法成為甲級聯賽。1997年，美國職業足球聯賽被聯合足球聯賽系統吸收，溫哥華白浪亦都跟著加入。同樣是1992年，由於羅伯特·雷納爾杜齊被加拿大足總聘任為國家隊總教練，最後一位效力過第一代溫哥華白浪的球員卡爾·華倫泰因（Carl Valentine）接任總教練。

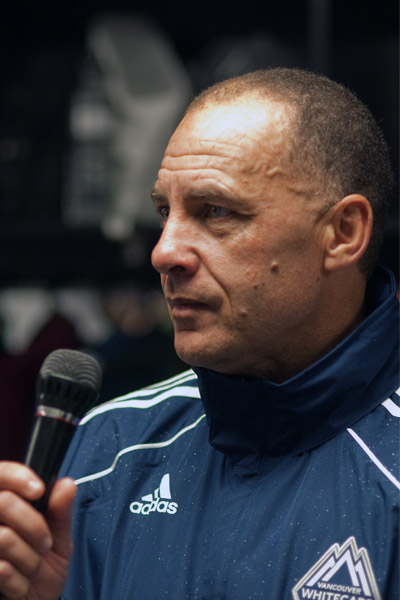
卡爾·華倫泰因1999年從溫哥華86人退休，但是10年之後他又回到了改頭換面的溫哥華白浪。他現在擔任16歲以下青年隊的助理教練。

卡爾·華倫泰因在1999年退休。2000年，在大批球迷嘅支持下，溫哥華86人的新股東大衛·斯塔德尼克（David Stadnyk）終於從第一代白浪總裁約翰·勒斯頓手上買到了「白浪」這個名字。同年10月26日，溫哥華86人重新啟用「溫哥華白浪」這個名字。2002年，斯塔德尼克退休，溫哥華白浪後來找到格雷戈里·克爾富特（Gregory Kerfoot）接收斯塔德尼克手頭上的股權。克爾富特成為新大股東之後做的第一件事，是收購了一支位於溫哥華的女子足球隊「溫哥華天使」，再把溫哥華天使和原來86人女子隊合併成一支新球隊「溫哥華怒濤」（Vancouver Breakers），加入聯合足球聯賽女子組作賽。2003年，俱樂部旗下的所有球隊（包括青訓項目）開始統一用「溫哥華白浪足球會」作為隊名。
2006年，溫哥華白浪第一次成為男女子雙料冠軍：先是女子隊在2006年8月6日以3-0擊敗渥太華暴怒女子隊，奪得聯合足球聯賽女子組冠軍，接著是男子隊在羅徹斯特PAETEC公園球場以0-3擊敗主場迎戰的羅徹斯特犀牛，奪得聯合足球聯賽甲組總冠軍——也是自1991年奪得加足聯總冠軍以來，第一次奪得聯賽總冠軍。2008年10月12號，溫哥華白浪憑藉查爾斯·格貝克的兩個入球，以2-1擊敗波多黎各島民，再次奪得聯合足球聯賽甲組冠軍。但是好景不長，2009賽季的溫哥華白浪只能以聯賽第七收官，勉強進入季後賽，不過最後還是被滿地可衝擊兩個回合以6-3淘汰出局，衛冕失敗。
2009年，由於美國商人傑佛里·庫珀（Jeff Cooper）和其他幾個俱樂部的股東重建北美足球聯賽的計劃失敗，美國足協臨時組建了美國足協乙組職業聯賽，作為2010賽季的過渡聯賽。由於溫哥華白浪的大股東克爾富特有份參與組建北美足球聯賽，因此溫哥華白浪被美國足協編入北美賽區，以聯賽排名第五收官，季後賽在四強賽出局。

#### 大聯盟時期
MLS於2008年7月24日宣佈將於2011年賽季加入兩支新球隊，第二代白浪隊的管理層遂於翌日宣佈參與競逐其中一個席位，而本地體壇名將史提夫·拿殊亦加入白浪隊的領導團隊。白浪隊於同年10月15日正式遞交標書，而格雷格·科爾福特和傑夫·馬勒特則代表白浪隊於同年11月21日與MLS高層會面。MLS專員當·加伯和總裁馬克·阿拔於同年12月7日到訪溫哥華參觀卑詩體育館。
MLS於2009年3月18日宣佈溫哥華奪得其中一支擴充球隊；球隊於一年後正式命名為「溫哥華白浪」。
白浪隊於2011年正式加盟MLS，首場賽事於3月19日舉行，與多倫多FC對壘，以4-2擊敗多倫多。球隊於MLS年代的首個入球由艾力克·阿斯利射入。但隨後白浪隊以破聯盟紀錄的連續14場不勝排在聯盟榜尾。5月30日，在溫哥華白浪以1-1艱難逼和紐約紅牛之後，主教練提圖爾·索達爾森被解僱，營運總監湯馬士·薛恩接任臨時總教練，直到8月9號白浪邀請蘇格蘭人馬丁·倫尼接任總教練。
2012年10月21日，溫哥華白浪成為第一支殺入大聯盟季後賽的加拿大球隊，不過在季後賽第一輪就被洛杉磯銀河掃地出門。2013年，由於在最後兩場比賽裡表現失常，溫哥華白浪再次與季後賽失之交臂。常規賽結束兩天之後，溫哥華白浪宣佈不會和總教練馬丁·倫尼續約。兩個月之後，溫哥華白浪宣佈提拔助理教練卡爾·羅賓森接任總教練。
2014年，由於次年加拿大冠軍賽同2015年女足世界杯時間衝突，溫哥華白浪以常規賽排名第一的加拿大球隊的身份，第一次獲得2016年中北美洲及加勒比海聯賽冠軍杯的參賽資格。一週之後，溫哥華白浪成為了第一支兩次殺入大聯盟季後賽的加拿大球隊。可惜的是，在季後賽第一輪，溫哥華白浪就因為一個極具爭議的手球判罰，而以1-2被FC達拉斯擊敗。

### 球员
| 號碼   | 國籍     | 姓名                 | 姓名                          | 位置   | 出生日期       | 加盟年份 | 前屬球會            |
| 守門員 | 守門員   | 守門員               | 守門員                        | 守門員 | 守門員         | 守門員   | 守門員              |
| ------ | -------- | -------------------- | ----------------------------- | ------ | -------------- | -------- | ------------------- |
| 1      | 日本     | 高丘陽平             | 高丘陽平                      | 守門員 | 1996年3月16日  | 2023     | 橫濱水手            |
| 17     | 美国     | 喬瑟夫·本迪克        | Joseph Bendik                 | 守門員 | 1989年4月25日  | 2024     | 費城聯合            |
| 32     | 加拿大   | 艾薩克·伯默爾        | Isaac Boehmer                 | 守門員 | 2001年11月20日 | 2020     | 太平洋FC            |
| 50     | 加拿大   | 馬克斯·安克          | Max Anchor                    | 守門員 | 2004年7月21日  | 2017     | 溫哥華白浪預備隊    |
| 後衛   |          |                      |                               |        |                |          |                     |
| 2      | 乌拉圭   | 馬蒂亞斯·拉沃爾達    | Mathías Laborda               | 後衛   | 1999年3月24日  | 2023     | 蒙特維多民族        |
| 3      | 加拿大   | 薩謬爾·阿德庫貝      | Samuel Adekugbe               | 後衛   | 1995年1月16日  | 2023     | 哈塔伊體育          |
| 4      | 塞尔维亚 | 蘭科·韦塞利诺维奇    | Ranko Veselinović             | 後衛   | 1999年3月24日  | 2020     | 伏伊伏丁那          |
| 6      | 美国     | 特里斯坦·布萊克蒙    | Tristan Blackmon              | 後衛   | 1996年8月12日  | 2022     | 洛杉磯FC            |
| 7      | 加拿大   | 伍小海               | Ryan Raposo                   | 後衛   | 1999年3月5日   | 2020     | 雪城大學 / 旺市蔚藍 |
| 12     | 加拿大   | 貝拉勒·哈爾布尼      | بِلَال حَلبُونِيّ（Belal Halbouni） | 後衛   | 1999年12月29日 | 2024     | 馬格德堡預備隊      |
| 12     | 加拿大   | 卡里法·亞奧          | Karifa Yao                    | 後衛   | 2000年9月28日  | 2022     | 卡加利騎兵          |
| 14     | 葡萄牙   | 路易斯·馬丁斯        | Luís Martins                  | 後衛   | 1992年6月10日  | 2022     | 堪薩斯城體育會      |
| 15     | 挪威     | 比約恩·于特維克        | Bjørn Inge Utvik              | 後衛   | 1996年2月28日  | 2024     | 薩普斯堡08          |
| 23     | 牙买加   | 賈維因·布朗          | Javain Brown                  | 後衛   | 2000年10月10日 | 2024     | 財富海岸特里同      |
| 27     | 澳大利亚 | 朱塞佩·博瓦利納      | Giuseppe Bovalina             | 後衛   | 2004年11月11日 | 2024     | 阿德莱德联          |
| 中場   |          |                      |                               |        |                |          |                     |
| 8      | 奥地利   | 亞歷山德羅·薛普夫    | Alessandro Schöpf             | 中場   | 1994年2月7日   | 2022     | 比勒費爾德阿米尼亞  |
| 12     | 加拿大   | 拉爾夫·普里索-姆邦格 | Ralph Priso-Mbongue           | 中場   | 2002年8月2日   | 2024     | 多倫多FC            |
| 16     | 美国     | 塞巴斯蒂安·貝哈爾特  | Sebastian Berhalter           | 中場   | 2001年5月10日  | 2022     | 哥倫布機員          |
| 19     | 克罗地亚 | 達米爾·克賴拉赫      | Damir Kreilach                | 中場   | 1989年4月16日  | 2022     | 皇家鹽湖城          |
| 20     | 巴拉圭   | 安德烈斯·庫巴斯      | Andrés Cubas                  | 中場   | 1996年5月11日  | 2024     | 尼姆奧林匹克        |
| 22     | 加拿大   | 阿里·艾哈邁德        | Ali Ahmed                     | 中場   | 2000年10月10日 | 2022     | 溫哥華白浪預備隊    |
| 25     | 蘇格蘭   | 萊恩·高爾德          | Ryan Gauld                    | 中場   | 1995年12月16日 | 2021     | 法鲁人              |
| 26     | 喀麦隆   | 讓-克洛德·恩甘多     | Jean-Claude Ngando            | 中場   | 1999年11月20日 | 2021     | 拉斯維加斯燈光      |
| 45     | 厄瓜多尔 | 佩德羅·比特          | Pedro Vite                    | 中場   | 2002年3月9日   | 2021     | 山谷獨立隊          |
| 前鋒   |          |                      |                               |        |                |          |                     |
| 7      | 哥伦比亚 | 戴貝爾·凱塞多        | Déiber Caicedo                | 前鋒   | 2000年3月25日  | 2021     | 卡利                |
| 11     | 海地     | 法法·皮科            | Fafà Picault                  | 前鋒   | 1991年2月23日  | 2023     | 納士維              |
| 24     | 美国     | 布萊恩·懷特          | Brian White                   | 前鋒   | 1996年2月3日   | 2021     | 紐約紅牛            |
| 28     | 加拿大   | 勒方泰·強森          | Levonte Johnson               | 前鋒   | 1999年3月15日  | 2023     | 雪城大學            |

### 教練組
| 職位       | 國籍   | 姓名              | 姓名               |
| ---------- | ------ | ----------------- | ------------------ |
| 主教練     | 丹麦   | 耶斯佩爾·瑟倫森   | Jesper Sørensen    |
| 助理教練   | 加拿大 | 布倫丹·蕭         | Brendan Shaw       |
| 助理教練   | 加拿大 | 邁克爾·达戈斯蒂诺 | Michael D'Agostino |
| 守門員教練 | 加拿大 | 尤瑟夫·達哈       | Youssef Dahha      |

## 會徽與隊服
球隊於2010年6月8日宣佈沿用「Whitecaps」一名，但以新會徽亮相MLS。「白浪」（Whitecaps）一名其實是語帶雙關，既可指被白雪覆蓋的北岸山脈，又可指太平洋上的白頭浪。球隊的三隻主要色調－深藍色、白色和淺藍色－也反映上述兩個含意。深藍色代表溫哥華周圍的海水；淺藍色既代表北岸山脈在海水中的倒影之餘，也是第一代白浪隊的主色。會徽的銀色襯綫則代表各代白浪隊自1974年所得的冠軍地位。
白浪隊於2010年6月10日公佈隊服設計，球衣贊助由加拿大貝爾公司提供。主場球衣為白底連深藍色橫條，橫條從上至下逐漸變濶；作客球衣則為深藍色配連扣鑽石型反光凸紋。唯一般平版的作客球衣沒有反光凸紋，而主場球衣亦缺少部份設計，球迷需要購買較昂貴的落場版球衣才有原裝設計。

## 主場

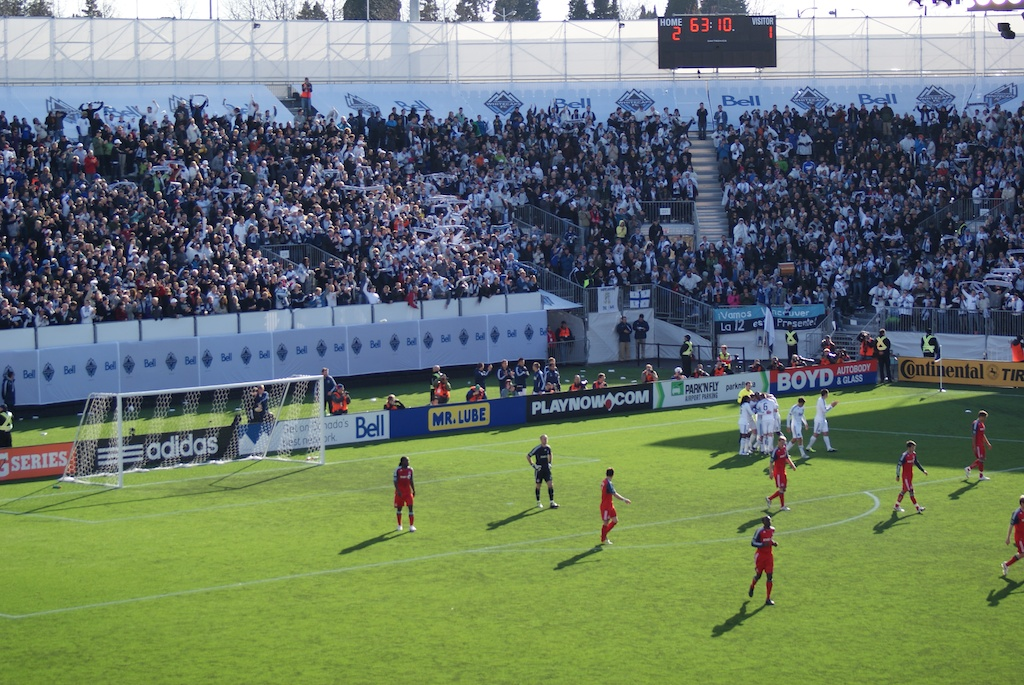
溫哥華白浪於帝國球場作賽

白浪隊於2011年賽季的大部分主場賽事於喜士定公園的帝國球場進行。帝國球場為一臨時場館，在卑詩體育館進行翻新和更換屋頂工程時供白浪隊和加拿大足球聯賽的卑詩雄獅隊使用。卑詩體育館工程完成後，白浪隊和雄獅隊的主場賽事將遷回該處。
白浪隊本來計劃在煤氣鎮興建專有場館，原本預料趕及在2016年賽季前完成，但該項目受煤氣鎮居民反對，而白浪隊東主亦已擱置項目。

## 男子預備隊
溫哥華白浪的預備隊最早成立於2005年，並加入半職業的太平洋海岸足球聯賽。2007年更名為「溫哥華白浪U23」，並轉投USL高級培訓聯賽。2011年，溫哥華白浪加入美職聯之後，組建了另一支預備隊，參加美職聯預備隊聯賽。
2013年，美足聯和美職聯簽訂合作協議，將美足聯和美職聯預備隊聯賽合併為一個聯賽。2014年，溫哥華白浪將兩支預備隊合併，組建了「溫哥華白浪二隊」，從2015賽季開始參加美足聯的比賽。此後溫哥華白浪先後申請在新西敏和素里為白浪二隊興建新主場，但卻遲遲無法和市政府達成協議。直到11月，溫哥華白浪才和不列顛哥倫比亞大學達成協議：白浪二隊將以不列顛哥倫比亞大學雷鳥體育場作為主場，並在不列顛哥倫比亞大學興建大型青訓基地。
2015年1月30日，溫哥華白浪聘任原西門菲沙大學男足總教練阿倫·科赫為球隊白浪二隊第一任總教練。在接下來的兩個賽季裏，科赫把白浪二隊從一支弱隊培養成一支中上游球隊。2016年季後賽，白浪二隊先是在客場以1-2反勝科羅拉多泉髮夾彎，然後在主場以3-2擊敗俄克拉荷馬城能源，直到賽區總決賽才以3-0不敵斯沃普公園遊騎兵，無緣總決賽。這也是白浪二隊史上唯一一次進入美足聯季後賽。
2016賽季結束後，阿倫·科赫被FC辛辛那提挖走。次年2月，溫哥華白浪提拔U18青訓隊總教練理查德·費根接任白浪二隊總教練。但是費根沒能帶領白浪二隊重現科赫年代的戰績。2017賽季結束時，白浪二隊以5勝9平18負的戰績位居賽區末位，無緣季後賽。
2017年末，為了滿足美國足協對乙級聯賽的規定，美足聯通過了新的規定：球隊必須以純足球場為主場，而且主場座位數量不得低於5000。由於整個大溫哥華都會區沒有任何球場符合這個要求，溫哥華白浪被迫解散白浪二隊，改為和位於美國加州弗雷斯諾的新球隊弗雷斯諾FC簽訂掛名預備隊協議。但弗雷斯諾FC並不滿足於扮演預備隊的角色，不但在同一賽季吸收了一支PDL聯賽球隊「弗雷斯諾之火」（Fresno Fuego）作為自己的U23預備隊，甚至拒絕讓溫哥華白浪租借的球員上場。2018年9月，溫哥華白浪決定重新組建自己的U23預備隊，任命原加拿大男足國腳尼克·達索維奇為主教練，並終止和弗雷斯諾FC的合作關係。新的U23預備隊將不會加入美足聯，只會和全球各地的球隊進行練習賽。弗雷斯諾FC則在2019賽季結束後中止運作，原因也是因為找不到符合美足聯要求的主場。
2021年，美職聯決定重新建立專屬預備隊聯賽「MLS Next Pro」，溫哥華白浪預備隊成為參賽的21支球隊之一。預備隊在2022賽季重新使用「白浪FC二隊」的名稱，原定在2023賽季改名，但最後並沒有改名。

#### 主教練歷史
| 教練            | 國籍   | 就任          | 卸任           | 比賽 | 勝 | 負 | 和 | 勝率 % |
| --------------- | ------ | ------------- | -------------- | ---- | -- | -- | -- | ------ |
| 阿倫·科赫       | 南非   | 2015年1月30日 | 2016年12月14日 | 61   | 22 | 24 | 15 | 36.07  |
| 理查德·費根     | 苏格兰 | 2017年2月20日 | 2017年11月17日 | 32   | 5  | 18 | 9  | 15.63  |
| 尼克·達索維奇   | 加拿大 | 2019年1月18日 | 2023年2月9日   |      |    |    |    |        |
| 里卡爾多·克拉克 | 美国   | 2023年2月9日  |                |      |    |    |    |        |

## 女子隊

### 歷史

#### 初代女子隊
溫哥華白浪女子隊的前身包括兩支球隊：原溫哥華86人的女子隊、以及一支獨立球隊「溫哥華天使」。
2001年，溫哥華天使的大股東大衛·斯塔德尼克收購的溫哥華86人女子隊，將兩支球隊合併為「溫哥華浪花」，並加入USL女子足球聯賽。2001賽季的溫哥華浪花奪得了西部賽區常規賽冠軍並晉級季後賽。在四強賽中，溫哥華浪花和漢普頓路食人魚鏖戰90分鐘不分勝負，直到加時賽第104分鐘才依靠安德烈娅·尼尔的金球取勝並晉級總決賽。溫哥華浪花在總決賽中以5-1被波士頓復仇者擊敗，塔米·克羅福德為溫哥華貢獻了唯一一個進球。
2002賽季的溫哥華浪花整個賽季只輸了一場常規賽，在季後賽的四強賽中被夏洛特老鷹通過點球大戰淘汰出局。2002年賽季結束後，當時參加WUSA聯賽的波士頓浪花發起申訴，表示不滿溫哥華使用「浪花」這個名字，溫哥華浪花不得不改名。
2003年，在新大股東格雷戈里·克爾富特的推動下，浪花隊跟隨白浪男子隊採用「溫哥華白浪」的名稱。
2012年末，溫哥華白浪管理層宣佈解散女子隊，但保留女足青訓學校。管理層給出的解釋是：由於越來越多頂級球員加入美國國家女子足球聯賽，因此繼續組隊參加USL女足聯賽已經失去意義。

#### 女足青訓隊
2015年，溫哥華白浪以自身的女子青訓中心為基礎，並與不列顛哥倫比亞省足協和加拿大足協合作，建立了國家培訓中心。
2021年，不列顛哥倫比亞甲級聯賽成立，溫哥華白浪決定派出U-17青訓隊參加聯賽。

#### 比拉爾達醜聞
2019年，曾在溫哥華白浪女子隊效力的加籍前愛爾蘭國腳琪拉·麥科馬克在個人博客上發文，指控原主教練鮑勃·比拉爾達在執教溫哥華白浪女子隊和加拿大U-20女足的期間，長期利用職務之便誘使球員與之發生不正當關係。2022年2月，比拉爾達向法庭承認控罪，同年11月，比拉爾達被判監禁兩年。

#### Vancouver Rise FC
2022年10月，溫哥華白浪聘任剛剛退役的加拿大女足門將斯蒂凡妮·拉貝為俱樂部女足事務總管。同年12月，代號「8號計劃」的加拿大職業女足聯賽宣告成立，溫哥華白浪也在此時正式宣佈重建職業女子隊。2024年5月，拉貝在ESPN加拿大女子體育峰會上接受採訪時表示：重建的職業女子隊不會沿用「白浪」這個名稱。另外也有媒體報導：溫哥華白浪球團曾考慮過重新啟用舊名稱「浪花」（Breakers），但最後決定採用一個全新的品牌。
2024年4月，中北美洲及加勒比海足球協會宣佈：溫哥華白浪女子青訓隊以2023年加拿大甲級足球聯賽冠軍的身份晉級新成立的中北美洲及加勒比海足協女子冠軍盃，並將和薩爾瓦多代表爭奪小組賽席位。對此，體育總監阿克塞爾·舒斯特爾表示：不會僅派青訓球員參加，而是會以此為契機，簽下一批更有經驗的職業球員，以此為基礎重組職業女子隊。
2024年8月17日，溫哥華白浪球團公佈女子職業隊的名稱：「Vancouver Rise FC」。

### 球員
| 號碼   | 國籍                | 姓名              | 姓名               | 位置   | 出生日期       | 加盟年份 | 前屬球會               |
| 守門員 | 守門員              | 守門員            | 守門員             | 守門員 | 守門員         | 守門員   | 守門員                 |
| ------ | ------------------- | ----------------- | ------------------ | ------ | -------------- | -------- | ---------------------- |
| 1      | 加拿大              | 姬爾斯汀·提南     | Kirstin Tynan      | 守門員 | —              | 2025     | 京士頓女王大學         |
| 13     | 加拿大              | 摩根·麥卡斯蘭     | Morgan McAslan     | 守門員 | 2000年2月22日  | 2024     | 溫哥華白浪女足青訓隊   |
| 31     | 日本 · 加拿大       | 潔西卡·伍爾夫     | Jessica Wulf       | 守門員 | —              | 2025     | 日視美人隊             |
| 後衛   |                     |                   |                    |        |                |          |                        |
| 2      | 加拿大              | 香儂·韋勒爾       | Shannon Woeller    | 後衛   | 1990年1月31日  | 2025     | 維特舍GIK              |
| 3      | 加拿大              | 賈絲敏·斯賓塞     | Jasmyne Spencer    | 後衛   | 1990年8月27日  | 2025     | 天使城FC               |
| 12     | 加拿大              | 潔琳·萊特         | Jaylyn Wright      | 後衛   | —              | 2025     | 猶他谷大學             |
| 16     | 加拿大              | 肯妮迪·福克諾     | Kennedy Faulknor   | 後衛   | 1999年6月30日  | 2025     | 明尼蘇達極光           |
|        | 加拿大              | 愛麗兒·楊         | Ariel Young        | 後衛   | 2001年8月30日  | 2025     | 幸運約靈               |
| 中場   |                     |                   |                    |        |                |          |                        |
| 4      | 加拿大              | 凱菈·貢薩爾維斯   | Kayla Gonçalves    | 中場   | 2000年4月14日  | 2025     | FC法馬利康             |
| 5      | 加拿大              | 奎因              | Quinn              | 中場   | 1995年8月11日  | 2025     | 西雅圖君主             |
| 6      | 瑞典                | 索菲亞·哈格曼     | Sofia Hagman       | 中場   | 1997年3月21日  | 2025     | 維特舍GIK              |
| 7      | 美国                | 妮琪·斯坦頓       | Nikki Stanton      | 中場   | 1990年10月26日 | 2025     | 西雅圖君主             |
| 24     | 威尔士              | 蕎西·朗赫斯特     | Josie Longhurst    | 中場   | 2002年2月24日  | 2024     | 溫哥華白浪女子青訓隊   |
| 26     | 阿尔及利亚 · 加拿大 | 阿納伊絲·烏拉爾比 | Anaïs Oularbi      | 中場   | —              | 2025     | 阿拉巴馬大學伯明翰分校 |
|        | 加拿大              | 薩曼莎·張         | Samantha Chang     | 中場   | 2000年7月13日  | 2025     | HB克厄                 |
| 前鋒   |                     |                   |                    |        |                |          |                        |
| 9      | 美国                | 瑪萊雅·李         | Mariah Lee         | 前鋒   | 1996年6月30日  | 2025     | 華盛頓特區力量         |
| 10     | 加拿大              | 麗莎·佩切爾斯基   | Lisa Pechersky     | 前鋒   | 1998年6月29日  | 2025     | 維特舍GIK              |
| 11     | 加拿大              | 潔西卡·德菲利波   | Jessica De Filippo | 前鋒   | 2001年4月20日  | 2024     | 溫哥華白浪女子青訓隊   |
| 17     | 瑞典                | 莎拉·維德隆德     | Sara Vidlund       | 前鋒   | 2001年9月12日  | 2025     | 宇哥登                 |
| 19     | 加拿大              | 霍莉·沃德         | Holly Ward         | 前鋒   | 2003年10月25日 | 2025     | 德克薩斯大學奧斯汀分校 |
| 25     | 埃及                | 內迪雅·薩萬       | Nedya Sawan        | 前鋒   | —              | 2025     | 阿拉巴馬大學           |

## 戰績

### 男子一線隊
| 賽季 | 聯賽    | 等級     | 常規賽排名     | 季後賽戰績 | 加錦標 | 北美錦標 | 大洲冠軍盃 |
| ---- | ------- | -------- | -------------- | ---------- | ------ | -------- | ---------- |
| 1987 | 加足聯  | 1        | 賽區第二       | 半決賽     | —      | —        | —          |
| 1988 | 加足聯  | 1        | 西部賽區第一   | 冠軍       | —      | —        | —          |
| 1989 | 加足聯  | 1        | 西部賽區第一   | 冠軍       | —      | —        | —          |
| 1990 | 加足聯  | 1        | 西部賽區第一   | 冠軍       | —      | 冠軍     | —          |
| 1991 | 加足聯  | 1        | 1              | 冠軍       | —      | —        | —          |
| 1992 | 加足聯  | 1        | 1              | 總決賽     | —      | 半決賽   | 第一輪     |
| 1993 | APSL    | [ 註 1 ] | 1              | 半決賽     | —      | —        | —          |
| 1994 | APSL    | [ 註 1 ] | 6              | 未晉級     | —      | —        | —          |
| 1995 | A聯賽   | 2        | 3              | 半決賽     | —      | —        | —          |
| 1996 | A聯賽   | 2        | 5              | 未晉級     | —      | —        | —          |
| 1997 | A聯賽   | 2        | 太平洋賽區第三 | 賽區決賽   | —      | —        | —          |
| 1998 | A聯賽   | 2        | 太平洋賽區第四 | 賽區八強賽 | —      | —        | —          |
| 1999 | A聯賽   | 2        | 太平洋賽區第二 | 賽區八強賽 | —      | —        | —          |
| 2000 | A聯賽   | 2        | 太平洋賽區第三 | 賽區半決賽 | —      | —        | —          |
| 2001 | A聯賽   | 2        | 西部賽區第一   | 半決賽     | —      | —        | —          |
| 2002 | A聯賽   | 2        | 太平洋賽區第三 | 賽區決賽   | 3      | —        | —          |
| 2003 | A聯賽   | 2        | 太平洋賽區第二 | 分區決賽   | 3      | —        | —          |
| 2004 | A聯賽   | 2        | 西部賽區第二   | 半決賽     | 4      | —        | —          |
| 2005 | USL甲組 | 2        | 3              | 八強賽     | 2      | —        | —          |
| 2006 | USL甲組 | 2        | 4              | 冠軍       | 3      | —        | —          |
| 2007 | USL甲組 | 2        | 7              | 八強賽     | 2      | —        | —          |
| 2008 | USL甲組 | 2        | 2              | 冠軍       | 3      | —        | 未晉級     |
| 2009 | USL甲組 | 2        | 7              | 總決賽     | 總決賽 | —        | 未晉級     |
| 2010 | 美乙    | 2        | NASL賽區第二   | 半決賽     | 2      | —        | 未晉級     |

| 美職聯 | 美職聯 | 美職聯 | 美職聯 | 美職聯 | 美職聯 | 美職聯 | 美職聯 | 美職聯 | 美職聯 | 美職聯     | 美職聯 | 美職聯     | 美職聯            | 美職聯   |
| 賽季   | 常規賽 | 常規賽 | 常規賽 | 常規賽 | 常規賽 | 常規賽 | 常規賽 | 排位   | 排位   | 季後賽     | 加錦標 | 大洲冠軍盃 | 最佳射手          | 最佳射手 |
| 賽季   | 賽     | 勝     | 平     | 負     | 入球   | 失球   | 積分   | 賽區   | 聯賽   | 季後賽     | 加錦標 | 大洲冠軍盃 | 球員              | 入球     |
| ------ | ------ | ------ | ------ | ------ | ------ | ------ | ------ | ------ | ------ | ---------- | ------ | ---------- | ----------------- | -------- |
| 2011   | 34     | 6      | 18     | 10     | 35     | 55     | 28     | 9/9    | 18/18  | 未晉級     | 總決賽 | 未晉級     | 卡米洛·桑維佐     | 13       |
| 2012   | 34     | 11     | 13     | 10     | 35     | 41     | 43     | 5/9    | 11/19  | 第一輪     | 總決賽 | 未晉級     | 達倫·馬托克斯     | 9        |
| 2013   | 34     | 13     | 12     | 9      | 53     | 45     | 48     | 7/9    | 13/19  | 未晉級     | 總決賽 | 未晉級     | 卡米洛·桑維佐     | 25       |
| 2014   | 34     | 12     | 8      | 14     | 42     | 40     | 50     | 5/9    | 9/19   | 第一輪     | 半決賽 | 未晉級     | 佩德羅·莫拉雷斯   | 11       |
| 2015   | 34     | 16     | 13     | 5      | 45     | 36     | 53     | 2/10   | 3/20   | 賽區半決賽 | 冠軍   | 小組賽     | 奧克塔比歐·里貝羅 | 11       |
| 2016   | 34     | 10     | 9      | 15     | 32     | 40     | 39     | 8/10   | 16/20  | 未晉級     | 總決賽 | 未晉級     | 佩德羅·莫拉雷斯   | 10       |
| 2017   | 34     | 15     | 7      | 12     | 50     | 49     | 52     | 3/11   | 8/22   | 賽區半決賽 | 半決賽 | 半決賽     | 弗雷迪·蒙特羅     | 15       |
| 2018   | 34     | 13     | 8      | 13     | 54     | 67     | 47     | 8/12   | 14/23  | 未晉級     | 總決賽 | 未晉級     | 凱·卡馬拉         | 17       |
| 2019   | 34     | 8      | 10     | 16     | 37     | 58     | 34     | 12/12  | 23/24  | 未晉級     | 第三輪 | 未晉級     | 弗雷迪·蒙特羅     | 8        |

### 女子队
| 賽季 | 聯賽        | 賽區     | 分區     | 常規賽   | 季後賽                   |
| ---- | ----------- | -------- | -------- | -------- | ------------------------ |
| 2001 | USL女足聯賽 | 西部賽區 | 西部分區 | 賽區冠軍 | 總決賽亞軍               |
| 2002 | USL女足聯賽 | 西部賽區 | 西部分區 | 賽區冠軍 | 半決賽出局（總排名第三） |
| 2003 | USL女足聯賽 | 西部賽區 | 西部分區 | 賽區冠軍 | 賽區總決賽出局           |
| 2004 | USL女足聯賽 | 西部賽區 | 西部分區 | 賽區冠軍 | 聯賽總冠軍               |
| 2005 | USL女足聯賽 | 西部賽區 | 西部分區 | 賽區冠軍 | 半決賽出局（總排名第三） |
| 2006 | USL女足聯賽 | 西部賽區 | 西部分區 | 賽區冠軍 | 聯賽總冠軍               |
| 2007 | USL女足聯賽 | 西部賽區 | 西部分區 | 賽區季軍 | 未晉級                   |
| 2008 | USL女足聯賽 | 西部賽區 | 西部分區 | 賽區亞軍 | 賽區總決賽出局           |
| 2009 | USL女足聯賽 | 西部賽區 | 西部分區 | 賽區第五 | 未晉級                   |
| 2010 | USL女足聯賽 | 西部賽區 | 西部分區 | 賽區冠軍 | 聯賽亞軍                 |
| 2011 | USL女足聯賽 | 西部賽區 | 西部分區 | 賽區亞軍 | 半決賽出局（總排名第三） |
| 2012 | USL女足聯賽 | 西部賽區 | 西部分區 | 賽區第六 | 未晉級                   |

## 隊名中譯
雖然溫哥華隊的中文名稱經常被翻譯作溫哥華白帽，但溫哥華隊的正確翻譯應該為白浪而非白帽。因為whitecaps一語解作白浪/白頭浪，但翻譯者通常不認識whitecaps一詞而分解成white caps翻譯作白帽，但溫哥華白浪隊一直以來從沒以白帽作標誌，而上一代的球會標誌上正正有白浪圖案。

## 外部連結
- Vancouver Whitecaps FC （页面存档备份，存于）－溫哥華白浪官方網站